# 白龙潭水库 (北京市)
白龙潭水库是位于北京市密云县太师屯乡龙潭沟的水库。在密云水库东侧。
1970年-1971年修建。有大坝、溢洪道、输水管和水电站。大坝最大坝高22米，坝顶长200米。控制流域面积13.7平方公里，库容59万立方米，最深处20米。1978年在坝下建电站1座，装机55千瓦。